# Oran Park Raceway
Oran Park Raceway fue un circuito de carreras ubicado en Narellan, al suroeste de Sídney, Australia. Fue inaugurado en 1962 y demolido en 2010.
En él se desarrollaron carreras de V8 Supercars y su antecesor, el Campeonato Australiano de Turismos, del Campeonato Australiano de Pilotos, de Tasman Series y de Fórmula Holden, entre otros. Acogió al Gran Premio de Australia en dos ocasiones, cuando se disputaba con reglamento de Fórmula 5000.

## Historia
El circuito fue construido por el Singer Car Club, y el evento inaugural se celebró el fin de semana del 17 al 18 de febrero de 1962. El terreno para el circuito fue proporcionado por Dan Cleary, un adinerado ganadero de Camden, que también dirigía una empresa de movimiento de tierras, la cual proporcionó el equipo necesario para la construcción del circuito. En febrero del año siguiente se celebró una carrera de motociclismo, siendo Jim Redman, el vigente campeón mundial de motociclismo, la gran atracción. Redman ganó casi todas las categorías.
Originalmente, fue un simple trazado de tierra sellada con aceite, creado para satisfacer la necesidad de los pilotos aficionados de la región. La longitud original del circuito, de 1.690 km (1.050 millas), fue luego extendida a 1.960 km (1.218 millas), y en 1974 se creó una versión alternativa, el circuito "Grand Prix", con una longitud de 2.625 km (1.631 millas). Este circuito tenía forma de ocho, con un puente donde la pista se cruzaba sobre sí misma.
El complejo también contaba con pistas para motocross, vehículos todoterreno, arrancones, entre otros. Además, fue pionero en la introducción de carreras nocturnas en los años 60.
Con las modificaciones, Oran Park comenzó a ganar popularidad. Comenzó a ser usado regularmente para rondas del Campeonato Australiano de Turismos/V8 Supercars, el Campeonato Australiano de Sedanes Deportivos y el Campeonato Australiano de Resistencia. El Gran Premio de Australia se celebró en Oran Park en 1974 y 1977, puntuables para el Campeonato Australiano de Pilotos y la Rothmans International Series, respectivamente, mientras que la Tasman Series visitó la pista en 1974 y 1975.
Por otro lado, el Campeonato Mundial de Superbikes compitió en esta pista en sus dos primeras temporadas, en 1988 y 1989, antes de mudarse a Phillip Island.
El Campeonato Australiano de Turismos, y luego el V8 Supercars, visitó Oran Park cada año desde 1971, cuando ganó Bob Jane conduciendo un Chevrolet Camaro ZL1, hasta 2008, cuando ganó Garth Tander a bordo de un Holden VE Commodore.
El terreno donde estaba ubicado el circuito fue vendido al Gobierno de Nueva Gales del Sur para un nuevo desarrollo habitacional, lo que provocó el cierre definitivo del circuito y el fin de 48 años de historia en el automovilismo. La última carrera de motos se celebró el 22 de noviembre de 2009, mientras que la última de coches el 16 de enero de 2010.

## En la cultura popular
El circuito está presente en el simulador de carreras iRacing desde 2009.

## Galería
|                 |
| Circuito Norte. |

|               |
| Circuito Sur. |

|                                                    |
| Escuela de pilotos de Bowin en Oran Park, en 1975. |

|                                   |
| Carrera de Fórmula Ford, en 1989. |

|                             |
| ATCC en Oran Park, en 1990. |

|                             |
| ATCC en Oran Park, en 1992. |

|                               |
| Carrera de clásicos, en 2009. |

|                               |
| Carrera de turismos, en 2009. |

|                                                    |
| Demolición del circuito, el 13 de febrero de 2010. |